# 24204 Трінкл
24204 Трінкл (24204 Trinkle) — астероїд головного поясу, відкритий 7 грудня 1999 року.
Тіссеранів параметр щодо Юпітера — 3,295.